# خليج سان جورج
خليج سان جورج هو خليج يقع في جنوب باتاغونيا بالأرجنتين.

## المساحة
يبلغ حجم الخليج حوالي 142 ميل (229 كم)، ويغطي ما يقرب من 39 كيلومتر مربع (15 ميل مربع). يبلغ عمقه بوسط الخليج أكثر من 70٪ من حوض الخليج ما بين 70 متر (230 قدم) و 100 متر (328 قدم). بالجنوب يبلغ عمقه حوالي 50 متر (164 قدم) 60 متر (197 قدم) وفي الشمال 90 متر (295 قدم).

## الطبيعة
يتكون قاع البحر من ذوات الصدفتين والبقايا الحلزونية، ويتكون من الطين والرمل والحصى والرمل مع الكربونات.

## درجة الحرارة
تتراوح متوسط درجة حرارة الماء بين 5.09 درجة مئوية (41 درجة فهرنهايت) و 13.41 درجة مئوية (56 درجة فهرنهايت).

## الملوحة
يتراوح متوسط الملوحة حوالي 33000 جزء في المليون.